# اکبر گلپایگانی
استاد اکبر گلپایگانی (۱۰ بهمن ۱۳۱۲ – ۱۳ آبان ۱۴۰۲) مشهور به گلپا، از بزرگان آواز ایرانی که در سبک موسیقی سنتی ایرانی کار می‌کرد. او یکی از پیشگامان موسیقی دستگاهی و کلاسیک ایران بود. در طول دوران کاری، استادگلپا حدود ۳۰۰ اثر رسمی از او منتشر شد. گلپا به‌واسطهٔ بازیگری در فیلم مرد حنجره‌طلایی ستا (۱۳۴۷) با همین عنوان فیلم در میان عموم شناخته می‌شد.

## آغاز زندگی
اکبر گلپایگانی ۱۰ بهمن ۱۳۱۲ بین کوچه آبشار و تکیه زرگرها در خیابان ری محله عودلاجان تهران زاده شد. پدر او محمدحسین گلپایگانی معروف به مرشد یا کد خدا حسین یا حاج حسین بلبل مرثیه‌خوان بود و در تکایا و محله
موسیقی جدید' ارج‌وقربی زیادی داشت. او چهار برادر دارد که همگی آنها همانند پدر دارای صدای خوشی می باشند. عباس، حسن، محمود و یک برادر کوچکتر با نام محمد گلریز که خواننده سرودهای انقلابی می باشد

## زندگی هنری

### آغاز

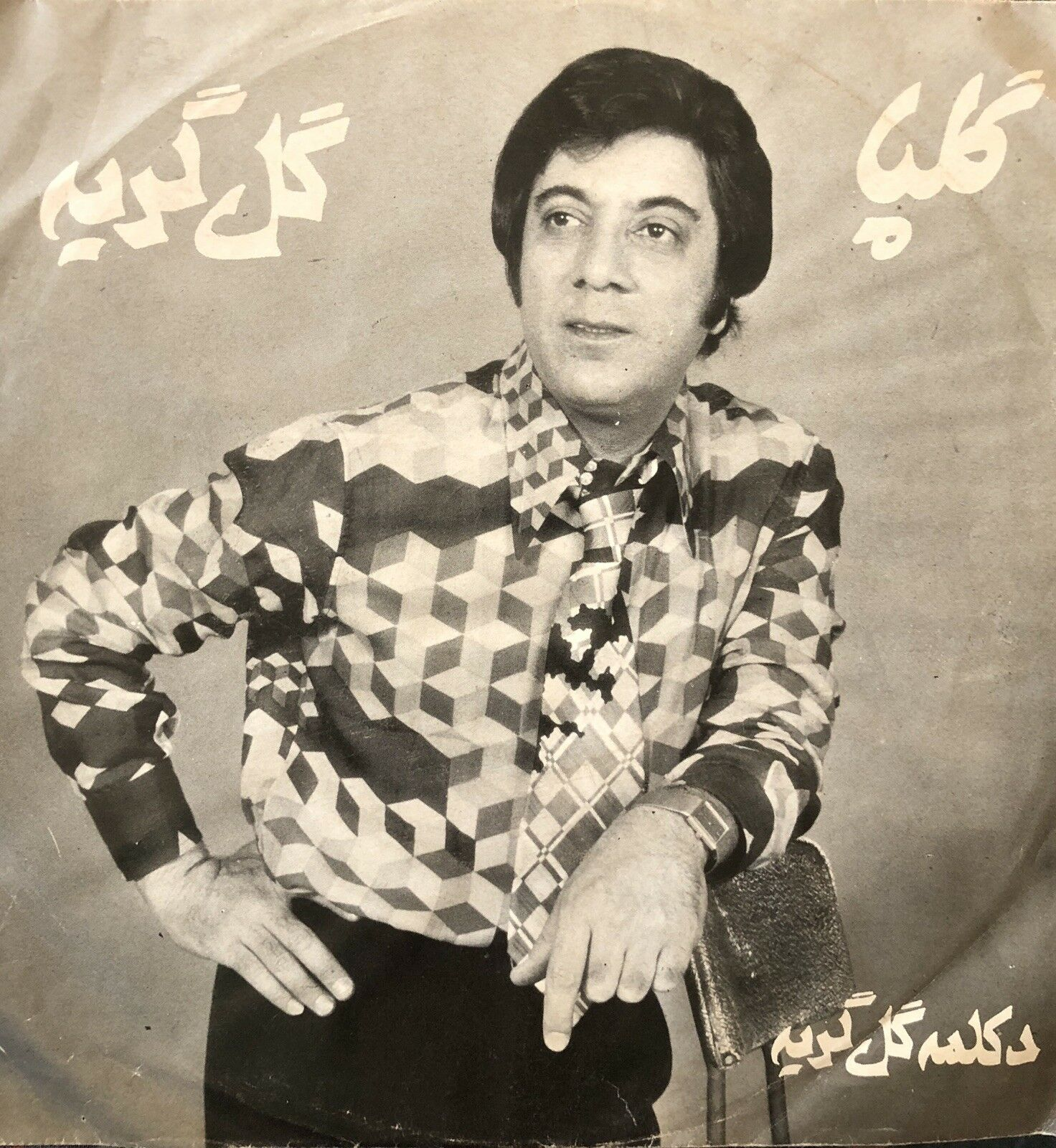
جلد صفحه گرامافون گل گریه

استاد گلپایگانی در شش سالگی سر صف دبستان قرآن می‌خواند. یک سال بعد تعزیه‌خوان محل، استعداد اکبر را کشف کرد و در هشت سالگی پدرش شروع به آموختن موسیقی به او کرد. خانهٔ آنها روبروی خانهٔ موسیقی‌دان و کارشناس ردیف، محمد ایرانی مجرد بود. گلپایگانی در آموختن موسیقی از او راهنمایی گرفت. او در چهارده سالگی در سالن مرکزی جمعیت شیر و خورشید سرخ ایران به اجرا پرداخت.
گلپا در سال ۱۳۱۸ وارد دبستان فرهنگ شد و به عنوان قاری قرآن در کلاس برگزیده شد. پس از این فعالیت‌ها وی با آشنایی با تعزیه‌خوان محله و کار زیر نظر او اصول اولیه آوازخوانی را آموخت. در سال ۱۳۲۰ وی به‌طور جدی و منظم تعلیم موسیقی و دستگاه‌ها را نزد پدر آغاز کرد. در سال ۱۳۲۶ نخستین تجربهٔ حضور در یک ارکستر و گروه کر را در سالن مرکزی جمعیت شیروخورشید سرخ کسب کرد گلپایگانی در ۱۵ سالگی به مدرسه نظام رفت. در این مدرسه ایرج همکلاسی او بود. گلپا در سال ۱۳۲۷ در انجمن موسیقی مدرسه نظام عضو شد. او از سال ۱۳۲۸ به بعد با هنرمندان سرشناسِ موسیقی آشنا شد و آموزش را زیر نظر آنان آغاز کرد.
در انجمن موسیقی نظام، گلپایگانی تا حدی از تعزیه‌خوانی فاصله گرفت و بیشتر با دستگاه آشنا شد. او در ۱۸ سالگی موسیقی حرفه‌ای را آغاز کرد و نزد ردیف‌دان نورعلی برومند آموزش دید. از جمله استادان گلپایگانی می‌توان به حسن یکرنگی (از شاگردان اقبال آذر) اسماعیل قهرمانی، ابوالحسن صبا، یوسف فروتن، عبدالله دوامی، اسماعیل ادیب خوانساری، حسین طاهرزاده، و سلیمان امیرقاسمی اشاره کرد. او و در درک او از موسیقی دستگاهی ایران تأثیر چشمگیری داشتند. گلپا سبک آوازخوانی طاهرزاده و ادیب خوانساری را دنبال کرد. ایشان بیشترین زمان را در خدمت استاد برومند به مدت نه سال و نه ماه به شاگردی و فراگیری گوشه های موسیقی سنتی ایرانی مشغول بوده است. 
در سال ۱۳۳۵ یونسکو از اکبر گلپایگانی، نورعلی برومند، و علی‌اصغر بهاری برای اجرای آواز و موسیقی ایرانی دعوت کرد.

### برنامه گل‌ها
در سال ۱۳۳۷ وی از سوی داوود پیرنیا (مبتکر برنامه گل‌ها) به رادیو تهران دعوت شد. او با اجرا در این برنامه به شهرت رسید و ۱۷ سال با آن همکاری و فقط آواز اجرا کرد. آوازهای مشهوری از ایشان در برنامه های مختلف گلها ازجمله گلهای جاویدان، برگ سبز، گلهای رنگارنگ، یک شاخه گل، گلهای تازه، برنامه موسیقی ایرانی و اجراهای خصوصی به یادگار مانده است. 
با قرار گرفتن هوشنگ ابتهاج در جایگاه ریاست موسیقی رادیو ایران در اواخر دوران پهلوی و در راس برنامه گلهای تازه ، بسیاری از هنرمندان و استادان بزرگ برنامه گلها، مانند جلیل شهناز، فرهنگ شریف، پرویز یاحقی، حبیب الله بدیعی و گلپایگانی اجراهای محدودتری داشته و فضا برای کار سخت تر شد و اعتراض آنها را در پی داشت. گلپا دربارهٔ هوشنگ ابتهاج گفته بود: «اینها حرف‌شان از بین‌بردن برنامه گلها است. ما هم گفتیم بهتر و سنگین‌تر این است که خودمان بگویم دیگر نمی‌آییم». در این رابطه، ابتهاج فضا را برای هنرمندان جوانتر و مخصوصا با تاکید بر محمد رضا شجریان و محمد رضا لطفی باز کرده که تمایل به اجرای مو به موی ردیف دستگاهی و سبک آوازی دوران قاجار داشتند که تا بعد از انقلاب نیز این نوع نگاه و تفکر در بیساری از آثار گروه چاوش و مرکز حفظ و اشاعه موسیقی ادامه پیدا کرد و خلاقیت و نوآوری و فضای موسیقایی که با تلاشهای بزرگان موسیقی ایران همچون روح الله خالقی، جواد معروفی و علی تجویدی و سایر بزرگان ایجاد شده بود از بین رفت. نقل است که آقای هوشنگ ابتهاج به استاد جلیل شهناز گفتند که دیگر دوران شما تمام شده و این جوان (منظور محمد رضا لطفی) جایگزین شما خواهد شد. یا همین گروه تازه کار از استادانی همچون فرهنگ شریف، تجویدی، یاحقی، بدیعی تقاضای دادن امتحان در ارتباط با ردیف موسیق ایرانی داشتند که باعث کدورت بسیاری از آنها شد. بدلیل فضای مافیایی موسیقی ایران توسط گروه ابتهاج و شجریان، عمده این هنرمندان در بعد از انقلاب روزه سکوت گرفته و از موسیقی کناره گیری کردند و فقط در این میان گلپایگانی به این موارد در سالهای اخیر اشاراتی صریح داشته است.

### بازیگری
گلپایگانی در سال ۱۳۴۷ با ایفای نقش در فیلم مرد حنجره‌طلایی ساختهٔ مهدی میثاقیه به شهرت بیشتری رسید. از آن زمان ایشان با لقب مرد حنجره طلایی ایران شناخته می شود.

### همکاری با هنرمندان
گلپایگانی خواننده آمریکایی فرانک سیناترا را به ایران دعوت و در خارج از کشور نیز کنسرت‌هایی را برگزار کرد. همچنین با احمد ظاهر، اسطوره موسیقی افغانستان ارتباط فرهنگی برقرار کرد. آنها در سال ۱۳۵۵ یک کنسرت مشترک در افغانستان برگزار کردند. در نوروز ۱۳۵۰ گلپا به همراه پوران برای ۲ هزار و ۵۰۰ دانشجو و ایرانی مقیم بریتانیا در لندن کنسرت اجرا کردند. 

### پس از انقلاب
پس از روی کار آمدن جمهوری اسلامی، فعالیت بسیاری از موسیقی‌دانان از جمله گلپایگانی محدود شد.

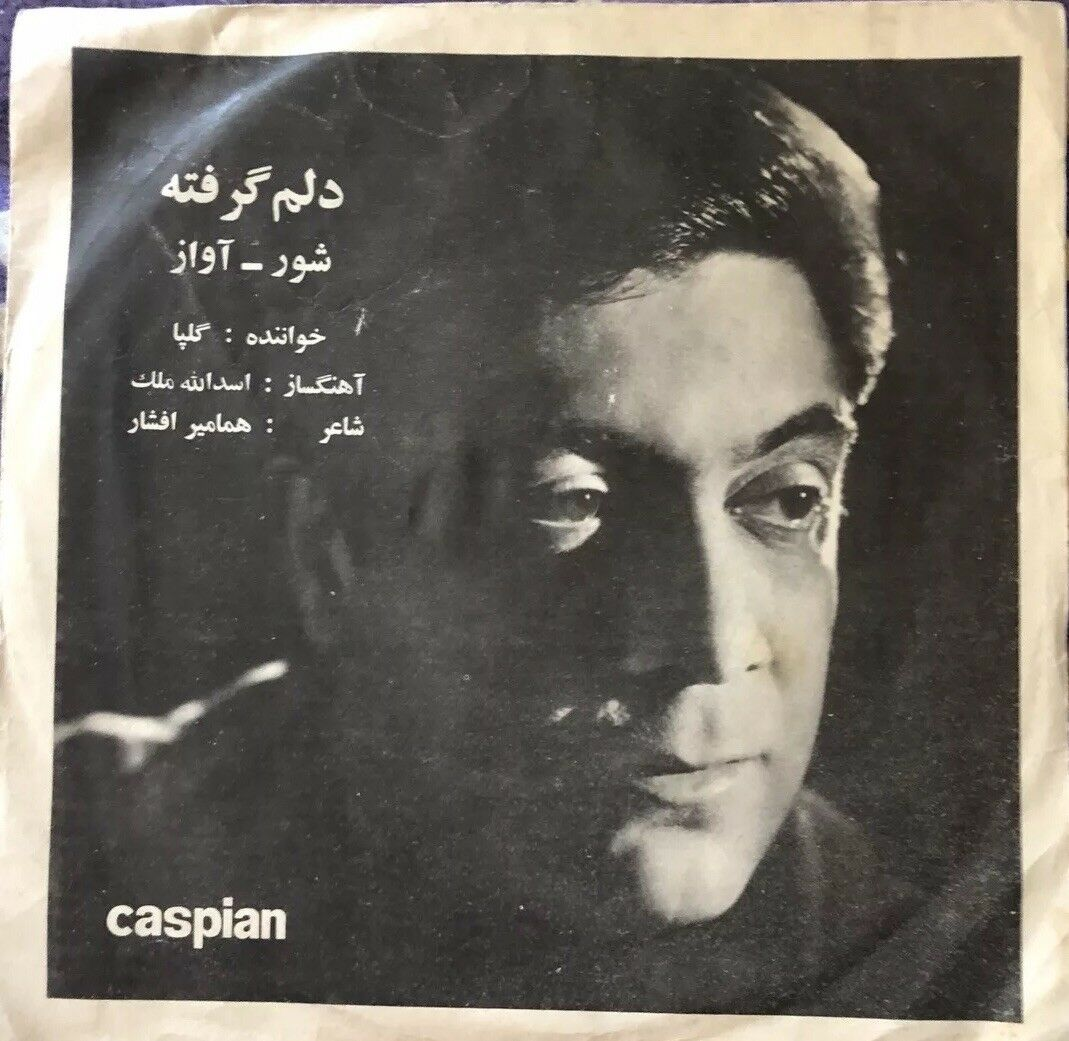
جلد صفحه گرامافون دلم گرفته

## درگذشت
گلپایگانی در شامگاه ۱۳ آبان ۱۴۰۲ بر اثر ایست قلبی درگذشت. پیکر او در ۱۶ آبان در قطعه هنرمندان بهشت زهرا 
موسیقی قدیمی پاپ ایرانی با حضور جمعی بالع بر ده هزار نفر از علاقه‌مندان ایشان دفن شد. در این مراسم هنرمندانی چون  استاد ایرج (حسین خواجه‌امیری)، محمد گلریز، محمد معتمدی، سالار عقیلی، بهرام حصیری، بابک رادمنش، فرهاد رحیمی، جلیل عندلیبی، محمد رضا تنها و .... شرکت کردند. اجرای برنامه را سید عباس سجادی عهده‌دار بود. گلپایگانی وصیت کرده بود پیکرش در گورستان ظهیرالدوله در کنار مزار استاد مرتضی محجوبی دفن شود اما نهادهای مسئول مجوز این کار را ندادند. استاد ایرج بر پیکر ایشان آوازی سوزناک را در مقام دشتی با مطلع رفتی و همچنان به خیال من اندری. گویی که در برابر چشمم مصوری اجرا نمودند

### مراسم ختم
مراسم ختم اکبر گلپایگانی با حضور طرفداران و گروهی از اهالی موسیقی روز پنجشنبه ۱۸ آبان در مسجد جامع شهرک غرب برگزار شد. در این مراسم گروهی از دوستداران استاد گلپا آواز خواندند.

## سال‌شمار زندگی
- زاده ۱۰ بهمن ۱۳۱۲ در محله تکیه زرگرهای تهران.
- از دست دادن مادر در سال ۱۳۱۷
- ورود به دبستان فرهنگ در محله تکیه زرگرها در سال ۱۳۱۸ که در همان سال قاری قرآن در کلاس درس بود.
- آشنایی با محمودآقا خراز محل و قاری مساجد و ابراهیم گردن تعزیه‌خوان معروف و آغاز تعلیم ابتدایی موسیقی نزد آنها… در سال ۱۳۱۹.
- آغاز تعلیم موسیقی نزد پدر، حسین گلپایگانی، به‌طور جدی و منظم در سال ۱۳۲۰.
- نقل مکان از محله تکیه زرگرها به خیابان آبشار و ثبت نام در کلاس چهارم ابتدایی در دبستان اقبال در خیابان آبشار و آشنایی با جهانگیر ملک (تنبک)، در کلاس درس در سال ۱۳۲۱.
- ثبت نام در دبیرستان بدر در سرچشمه و عضویت در تیم فوتبال باشگاه تهران جوان در رده سنی نوجوانان به مربیگری حسین فکری در سال ۱۳۲۴.
- کسب عنوان قهرمانی تهران با تیم فوتبال نوجوانان باشگاه تهران جوان در سال ۱۳۲۵.
- نخستین تجربه شرکت در یک گروه ارکستر کر به رهبری ایرج گلسرخی در سال ۱۳۲۶.
- نخستین تجربه بازی در یک نمایش در «سالن شیر و خورشید» و ایفای نقش یک پسر شعر خوان به پیشنهاد شاپور قریب کارگردان سینما در سال ۱۳۲۶.
- ورود به مدرسه نظام و عضویت در انجمن موسیقی مدرسه نظام و آشنایی و دوستی با حسین خواجه امیری، در سال ۱۳۲۷.
- آشنایی با حسن یکرنگی از شاگردان اقبال السلطان و تعلیم آواز نزد او در سال ۱۳۲۸.
- آشنایی با نورعلی برومند به کمک علی تجویدی و آغاز تعلیم تحت نظر وی در سال ۱۳۳۰.
- آشنایی با استادان موسیقی ایران و تعلیم آواز نزد ابوالحسن صبا، طاهرزاده، اسماعیل ادیب خوانساری، عبدالله دوامی، محمد ایرانی مجرد، و یوسف فروتن در سال ۱۳۳۱.
- ورود به دانشکده افسری در سال ۱۳۳۲.
- خواندن نخستین آواز با ساز نورعلی برومند و علی‌اصغر بهاری برای یونسکو (در بیات اصفهان و سه گاه)، در سال ۱۳۳۵ که به صورت صفحه بزرگ ضبط شد؛ این اثر در بازار پخش نشد.
- ورود به دانشکده نقشه‌برداری در سال ۱۳۳۶.
- دعوت به رادیو توسط داوود پیرنیا سرپرست و مبتکر برنامه گل‌ها در سال ۱۳۳۷.
- استخدام در سازمان برنامه در سال ۱۳۳۷.
- خواندن نخستین آواز بدون ساز، شعر حافظ، (در خرابات مغان نور خدا می‌بینم) در ۱ فروردین ۱۳۳۸ گلپا در این آواز به عنوان خواننده ناشناس و جوان معرفی شد.
- پخش نخستین آواز با ساز از رادیو در برنامه گل‌ها تحت عنوان، «مست مستم ساقیا دستم بگیر»، در مثنوی شور، با شعر بیژن ترقی و آهنگ مرتضی محجوبی و پرویز یاحقی در ۳ فروردین ۱۳۳۸.
- ضبط نخستین صفحه توسط کمپانی ایران‌گرام در سال ۱۳۳۹.
- ضبط چهار صفحه توسط کمپانی ایران‌گرام و سفر به آمریکا به همراه فرهنگ شریف (نوازنده تار) و ویگن برای اجرای کنسرت برای ایرانیان مقیم آن آمریکا در سال ۱۳۴۰.
- تدریس موسیقی ایرانی building music در دانشگاه USLE، به همراه فرهنگ شریف به مدت سه ماه در سال ۱۳۴۰.
- اجرای کنسرت در لندن و هلند در سال ۱۳۴۰ (۱۹۶۱).
- ازدواج با گلرخ گلرایلی در سال ۱۳۴۶ در سن ۳۴ سالگی.
- اجرای کنسرت در کویت همراه با فرهنگ شریف و امیرناصر افتتاح (نوازنده تنبک) در سال ۱۳۴۸
- بازی در فیلم سینمایی مرد حنجره‌طلایی به عنوان هنرپیشه نقش اول به کارگردانی مهدی میثاقیه در سال ۱۳۴۸
- تولد نخستین فرزند بنام ساقی در یازدهم اردیبهشت ۱۳۴۹.
- اجرای کنسرت در لندن با حبیب‌الله بدیعی (نوازنده ویلون) و همچنین بازی در نمایشنامه رادیویی آتشی بر دل، در سال ۱۳۵۰
- تولد دومین فرزند بنام ساغر در ۳ فروردین ۱۳۵۰.
- اجرای برنامه در «رویال دایان لندن» در سال ۱۳۵۲
- اجرای کنسرت سراسری در آمریکا برای ایرانیان مقیم آن کشور با فریدون حافظی (نوازنده تار) در سال ۱۳۵۵
- کنسرت در افغانستان و اجرای آواز دو صدایی با احمد ظاهر خواننده معروف افغانستان و همچنین اجرای کنسرت در پاکستان و هندوستان در سال ۱۳۵۵
- ممنوعیت برای کار در رادیو و تلویزیون در سال ۱۳۵۸
- اجرای کنسرت در آمریکا در سال ۱۳۷۳
- اجرای کنسرت در رویال فستیوال‌هال لندن در سال ۱۳۷۸
- آغاز به کار دوباره و ارائه دو کاست تحت عناوین مست عشق و عقیق به بازار و شکست رکورد فروش نوار در بین خوانندگان در سال ۱۳۸۲[۹]

## فعالیت‌ها
- اجرای آواز در سازمان یونسکو در سال ۱۳۳۵ به دعوت این سازمان
- اجرای ترانه امشب دلم می‌خواد با حمیدرضا خاکباز و امیر محمد خاکباز
- اجرای آواز در برنامه گل‌ها
- ۲۹۸ آواز به صورت رسمی و بیش از ۷۰۰ آواز خصوصی و بزم
- تدریس موسیقی ایرانی و آواز بنا به دعوت دانشکده موسیقی دانشگاه کالیفرنیا، لس آنجلس در سال ۱۳۴۰.
- اجرای برنامه در رویال دایان لندن در سال ۱۳۵۲.

## آلبوم‌ها
- موی سپید
- مست عشق
- عقیق
- دل ای دل ۱۵ مرداد ۱۳۳۹
- بزم عاشقان (مشترک با ایرج)
- روی برگی بنویس عشق
- چرا عاشق نباشم
- قدر محبت

## جایزه‌ها و افتخارات
- اجرای آواز در سازمان یونسکو در سال ۱۳۳۵، به دعوت این سازمان.[۱۰]
- اجرای بیشترین آواز در برنامه گلها.[۹] همچنین ایشان تنها خواننده ای است که در تمام سلسله برنامه گل‌ها شرکت داشته است. (۲۹۸ آواز به صورت رسمی و بیش از ۷۰۰ آواز خصوصی و رادیویی دیگر)[نیازمند منبع]
- تدریس موسیقی ایرانی و آواز بنا به دعوت دانشکده میوزیک بیلدینگ دانشگاه یو.سی.ال. آ کالیفرنیا در سال ۱۳۴۰.[۱۱]
- اجرای برنامه در رویال دایان لندن در سال ۱۳۵۲.[۱۲]
- دریافت دکترای افتخاری هنر در رشته آواز از دانشگاه کلمبیای آمریکا در سال ۱۹۹۴.[۱۲]
- دریافت دکترای افتخاری اقتصاد و هنر از سازمان یونسکو در سال ۱۳۸۱.[۱۲]
- دریافت دکترای افتخاری و اسکار هنر موسیقی در سال ۱۳۸۴ از دانشگاه بوداپست مجارستان.[۱۲]
- دریافت دکترای افتخاری و مدال هنر در سال ۱۳۸۴ از سازمان ملل متحد و نماینده این سازمان.[۱۱]
- دریافت دکترای ادبیات فارسی از دانشگاه شیراز در خرداد سال ۱۳۸۴(اعطای دکترا توسط پرفسور سیسختی و پرفسور ذوالقدر).[نیازمند منبع]
- دریافت دکترای افتخاری از دانشگاه تهران در دی ماه سال ۱۳۸۴.[۱]
- گنجاندن آوای آواز گلپایگانی در یک فیلم جهانی به نام مده آ، ساخته کارگردان ایتالیایی پازولینی.[۱۳]
- آلبوم مست عشق که به گفته خود گلپایگانی پرفروش‌ترین سی دی سال در سال ۱۳۸۲ شد.[۱۴]